# Octave Lapize
Octave Lapize (Montrouge, 24 ottobre 1887 – Pont-à-Mousson, 14 luglio 1917) è stato un ciclista su strada, ciclocrossista e pistard francese.
Professionista dal 1909 al 1914, vinse tre Parigi-Roubaix e un Tour de France.

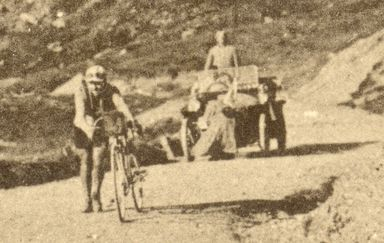
Lapize impegnato nella scalata del Tourmalet, Tour de France 1910

## Carriera
(Octave Lapize si rivolse così agli organizzatori del Tour in cima al Tourmalet, nel 1910. In quell'occasione avvenne infatti la prima scalata del Tourmalet al Tour de France e Lapize fu il primo corridore ad arrivare in cima)
Lapize si fece notare già da dilettante, vincendo il titolo francese sia su strada che nel ciclocross. Divenuto professionista nel 1909, dimostrò attitudine per le gare in linea, che gli permise di ottenere risultati di rilievo: insieme a Francesco Moser e a Mathieu van der Poel, infatti, è finora l'unico atleta che è stato in grado di vincere la Parigi-Roubaix per tre anni consecutivi (dal 1909 appunto al 1911). Realizzò altre due triplette ai Campionati nazionali e alla Parigi-Bruxelles (entrambe dal 1911 al 1913 e si aggiudicò anche la Parigi-Tours nel 1911.
Un posto nella leggenda di questo sport e che lo annovera di diritto tra i protagonisti del ciclismo eroico glielo regalò sicuramente il Tour de France 1910: un Tour che si presentava molto più duro del solito, per il fatto di proporre per la prima volta nel percorso le salite dei Pirenei, come l'Aspin, il Peyresourde e il Tourmalet. Ingaggiò subito una battaglia con i due principali candidati alla vittoria, ossia François Faber e Gustave Garrigou, che erano terminati rispettivamente primo e secondo in classifica finale nell'edizione precedente. Proprio sui Pirenei Lapize si rese protagonista: nella tappa che si concludeva a Bayonne riuscì a far fronte a dei problemi meccanici che lo costrinsero a percorrere a piedi tutta la discesa del Tourmalet ma, nonostante ciò, riuscì a raggiungere il traguardo vittorioso. La durezza del percorso però venne ritenuta da lui eccessiva tanto che, proprio alla fine di quella tappa, definì senza mezzi termini degli assassini gli organizzatori della corsa. Riuscito a strappare la leadership a Faber nella terz'ultima frazione, giunse vincitore a Parigi dopo aver ottenuto quattro vittorie di tappa. Negli anni seguenti invece non riuscì a ripetersi e come accennato ottenne i risultati migliori nelle gare in linea.
Nel 1914, con lo scoppio della prima guerra mondiale, decise di arruolarsi come volontario e partì per il fronte. Perse la vita durante un conflitto aereo il 14 luglio 1917 all'età di 29 anni.

## Palmarès

### Cross
- 1907

Campionati francesi

### Strada
- 1909

Paris-Roubaix
Milano-Varese
- 1910

Paris-Roubaix
5ª tappa Tour de France (Lione > Grenoble)
9ª tappa Tour de France (Perpignano > Luchon)
10ª tappa Tour de France (Luchon > Bayonne)
14ª tappa Tour de France (Brest > Caen)
Classifica generale Tour de France
- 1911

Campionati francesi, Prova in linea
Paris-Tours
Paris-Roubaix
Paris-Bruxelles
- 1912

Campionati francesi, Prova in linea
Circuit de Touraine
Paris-Bruxelles
6ª tappa Tour de France (Grenoble > Nizza)
- 1913

Campionati francesi, Prova in linea
Paris-Bruxelles
- 1914

8ª tappa Tour de France (Perpignano > Marsiglia)

## Piazzamenti

### Grandi Giri
- Tour de France

1909: ritirato (5ª tappa)
1910: vincitore
1911: ritirato (4ª tappa)
1912: ritirato (9ª tappa)
1913: ritirato (3ª tappa)
1914: ritirato (10ª tappa)

### Classiche monumento
- Milano-Sanremo

1910: ritirato
- Parigi-Roubaix

1909: vincitore
1910: vincitore
1911: vincitore
1912: 4º
- Giro di Lombardia

1909: 4º

### Competizioni mondiali
- Giochi olimpici

Londra 1908 - Tandem: 7º
Londra 1908 - 20 km: 5º
Londra 1908 - 100 km: 3º

## Riconoscimenti
- Inserito tra le Gloires du sport